# Erica Anderson Kellner
Pour les articles homonymes, voir Anderson et Kellner.
Erica Anderson, née Erika Kellner le 8 août 1914 à Vienne et morte le 23 septembre 1976 à Great Barrington, Massachusetts, est une directrice de la photographie, photographe et réalisatrice de documentaires autrichienne et américaine.

## Biographie
Erika Kellner naît en 1914 dans une famille juive de Vienne. Son père est le docteur Edouard Kellner, sa mère Ilona Rosenberg ; elle est la cadette de deux filles. Comme beaucoup de jeunes femmes issues de familles juives de la classe moyenne à Vienne à l'époque, elle suit une formation de photographe. Elle est diplômée de l'Institut d'Enseignement et de Recherche Graphique puis formée dans le studio photo de Georg Fayer (en),.
Le 9 novembre 1938, elle fuit le nazisme pour Londres et trouve du travail dans des galeries d'art. En Angleterre en 1939, elle épouse le médecin William Adrian Collier Anderson. En 1940, elle émigre aux États-Unis et étudie la photographie auNew York Institute of Photography. En 1945, elle obtient son diplôme, divorce et devient citoyenne américaine. Elle ouvre son propre studio photo à New York la même année pour gagner sa vie et le dirige jusqu'en 1965.
Elle est l'une des premières cinéastes professionnelles aux États-Unis. Dans les années 1940, elle commence à réaliser des documentaires, comme celui de 1947 sur le sculpteur Henry Moore et celui de 1950 sur Grandma Moses,. Ce dernier, réalisé par Jerome Hill, est nommé pour l'Oscar du meilleur court métrage.
Au cours de plusieurs voyages en Afrique dans les années 1950, elle rencontre Albert Schweitzer. Elle prend de nombreuses photos de lui et des populations locales. Elle est directrice de la photographie et cameraman sur le documentaire Albert Schweitzer réalisé par Jerome Hill sorti en 1957. Le film est réalisé à son initiative ; elle convainc Schweitzer du projet. Tourné sur une période de six ans Albert Schweitzer devient le film le plus connu d'Anderson. Le film reçoit l'Oscar du meilleur film documentaire en 1958 à la 30e cérémonie des Oscars.
En 1965, en collaboration avec la fille de Schweitzer, elle réalise un second documentaire sur lui, le film couleur de 44 minutes L'Œuvre vivante d'Albert Schweitzer. En 1966, un an après la mort de Schweitzer, elle ouvre un musée sur lui, la Albert Schweitzer Friendship House, à Great Barrington, dans le Massachusetts.
Ses photographies paraissent dans des magazines tels que Life et Look.
Erica Anderson meurt à l'âge de 62 ans des suites d'une crise cardiaque chez elle à Great Barrington.

## Filmographie
- 1947 : Henri Moore
- 1948 : Les Tapisseries françaises visitent l'Amérique
- 1950 : Grand-mère Moïse
- 1957 : Albert Schweitzer
- 1958 : Aucun homme n'est un étranger
- 1965 : L'Œuvre vivante d'Albert Schweitzer